# Oscar Schultz
Oskar Heinrich Otto Artur Schultz (Elberfeld, 1 de maio de 1903 — Nova Friburgo, RJ, 29 de março 1975), também conhecido como Oscar Schultz depois de ser naturalizado, foi um empresário da industria têxtil de Nova Friburgo de dupla nacionalidade alemã e brasileira.
Nasceu em Elberfeld, Alemanha, que hoje faz parte da cidade de Wuppertal. Em 1925 casou-se com Madeleine Arens Cleff. Morou em Berlim, Alemanha, onde nascera seu primeiro filho, Gerd Horst Schultz. Em 1932, imigrou com sua família para Nova Friburgo, RJ, Brasil, para se juntar ao sogro Emil Cleff como gerente da Fábrica Ypu, que deu o nome ao bairro de Ypu em Nova Friburgo. Foi demitido em seguida a uma disputa com Harold Pockstaller, neto do fundador da Fábrica Ypu, Maximilian Falck.
A Rua Oscar Schultz em Nova Friburgo recebeu esse nome em sua homenagem.
1. 1 2  «Memória das indústrias friburguenses - A Fábrica Ypu (Parte 2)». Jornal A Voz da Serra. 19 de abril de 2018. Consultado em 29 de outubro de 2023
2. ↑  FRIBURGO, ASCIGTUR NOVA (28 de setembro de 2022). «Conheça um pouco da Historia da Fabrica Ypu em Nova Friburgo». ASCIGTUR - Nova Friburgo - RJ. Consultado em 6 de novembro de 2023